# Pomniki i tablice pamiątkowe po katastrofie polskiego Tu-154 w Smoleńsku (od 2012)

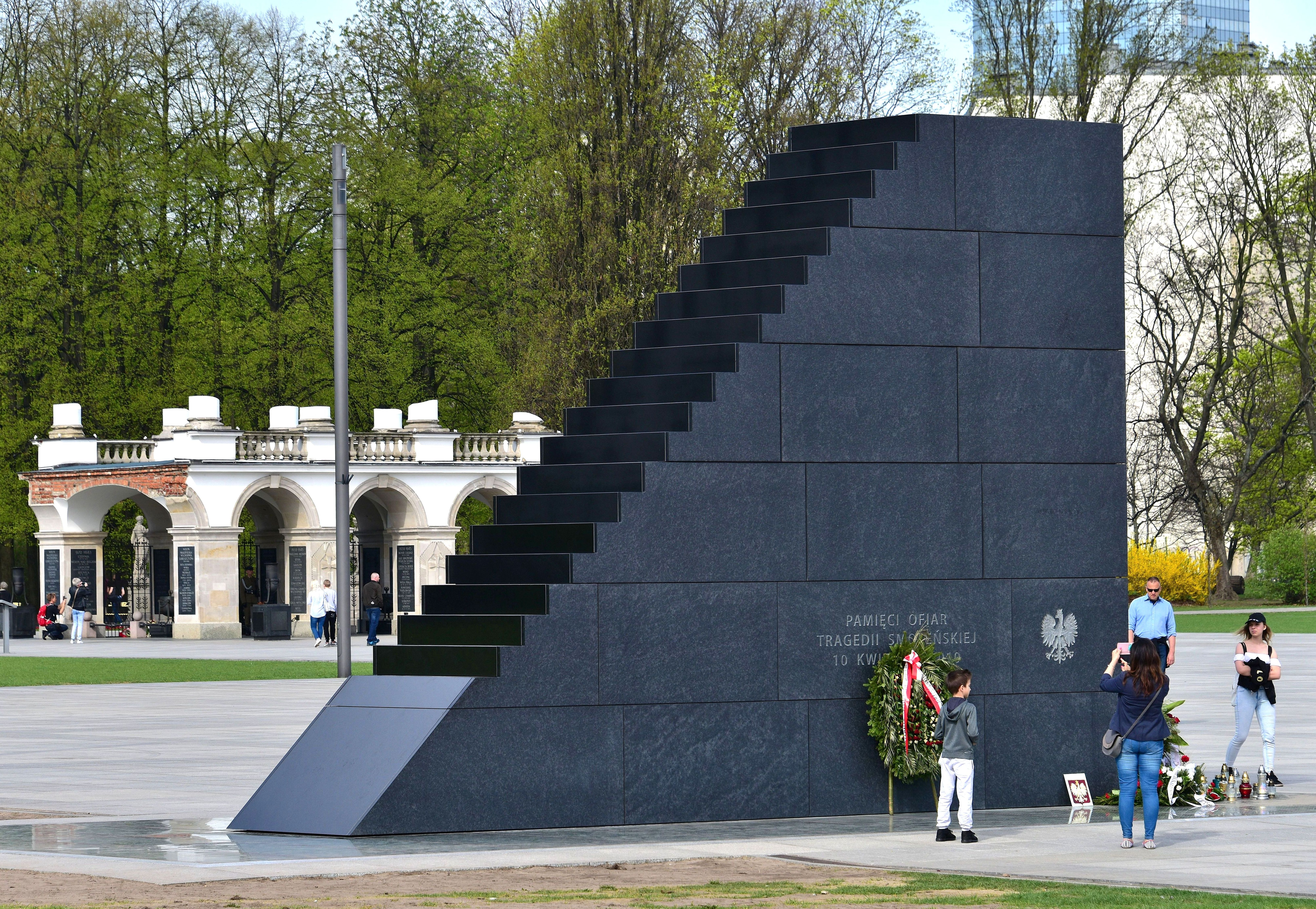
Pomnik Ofiar Tragedii Smoleńskiej 2010 roku w Warszawie odsłonięty 10 kwietnia 2018 roku

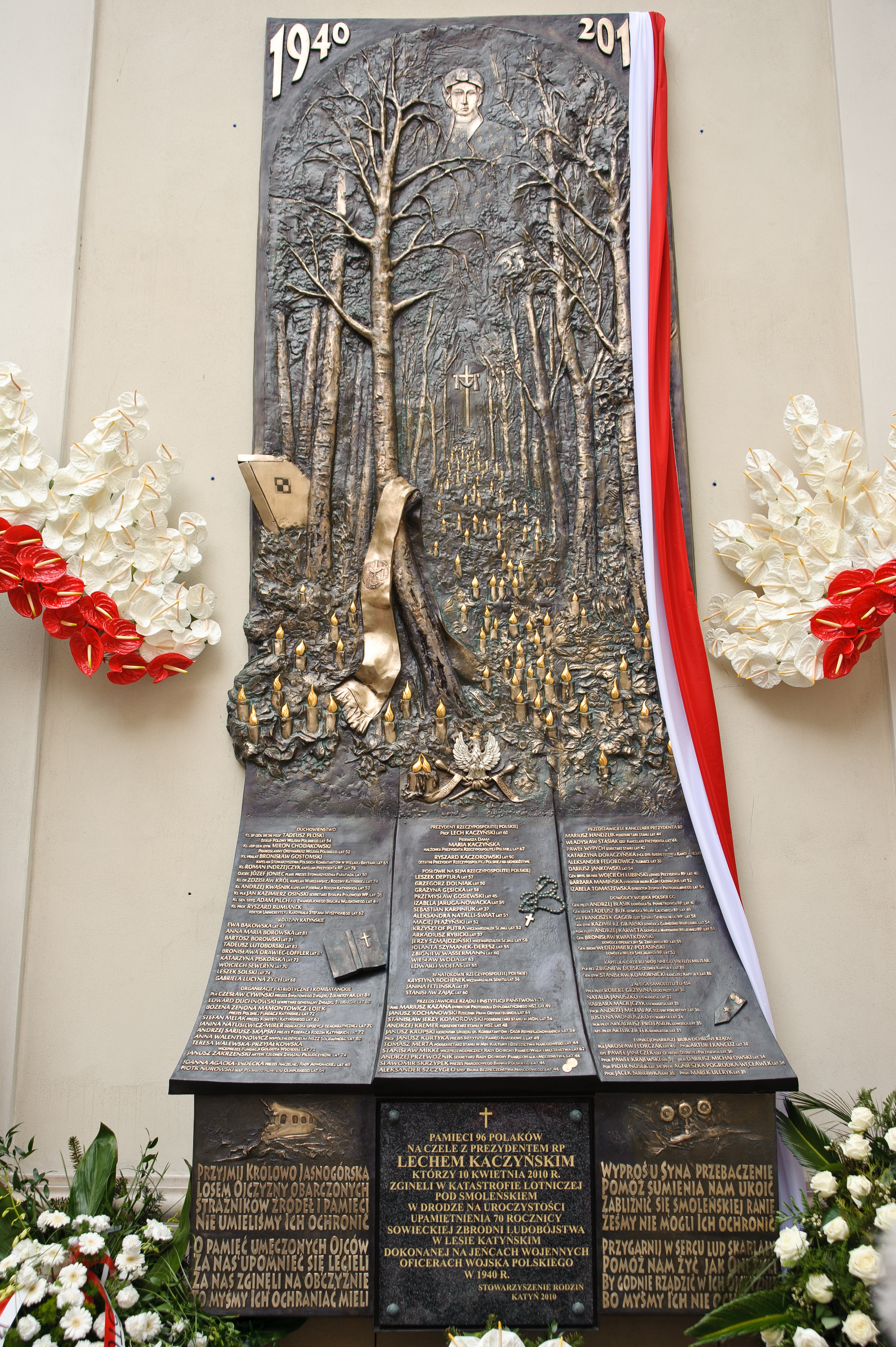
Epitafium Smoleńskie umieszczone przed wejściem do kaplicy Matki Boskiej Częstochowskiej na Jasnej Górze. 3 maja 2012

Niniejszy artykuł zawiera listę i opisy pomników i tablic pamiątkowych poświęconych ofiarom katastrofy polskiego Tu-154M w Smoleńsku odsłoniętych w latach od 2012 roku.

## Pomniki i tablice pamiątkowe na terenie Polski
Na terenie Polski powstały m.in. następujące pomniki i tablice pamiątkowe:

### 2012 rok

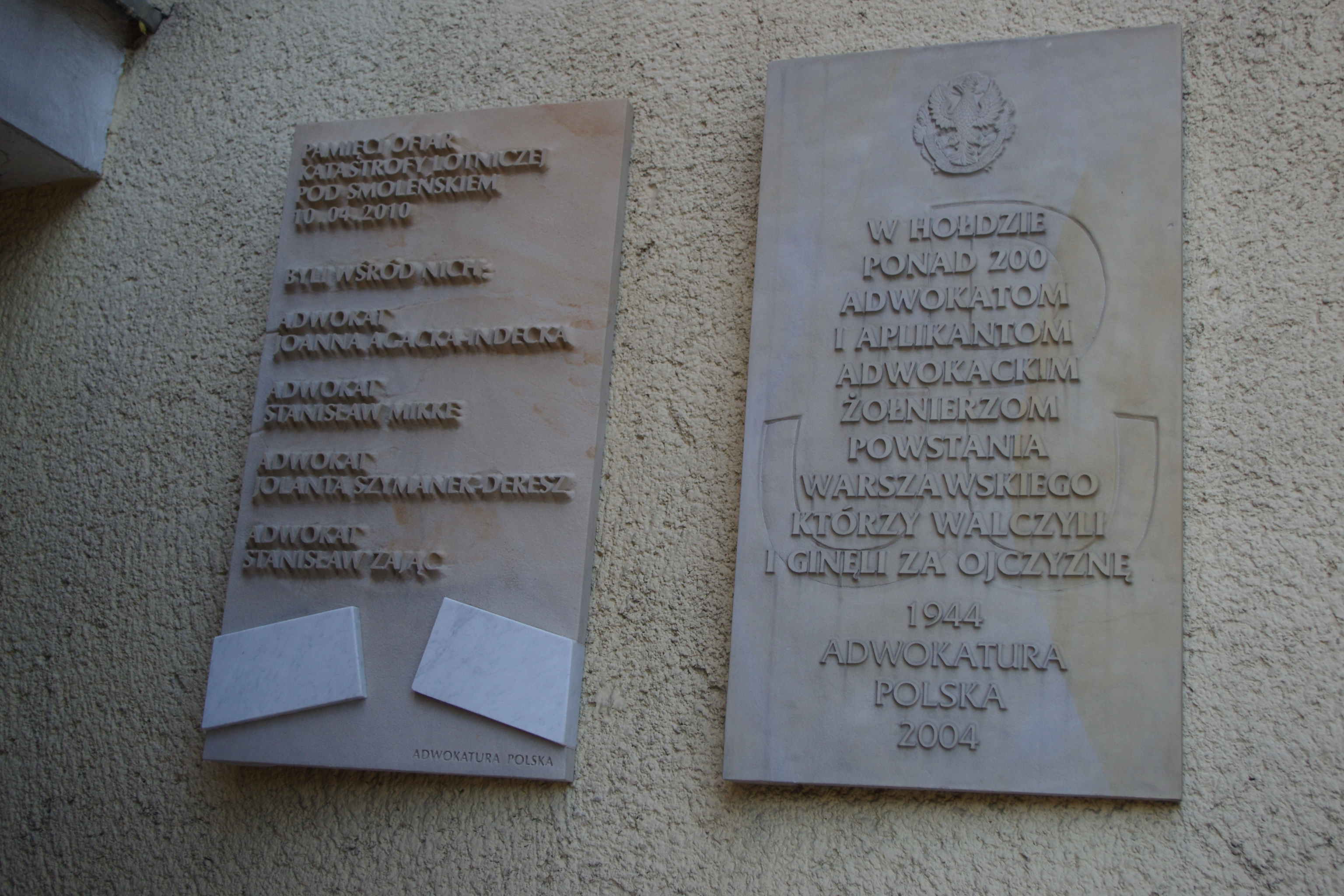
Tablica na budynku Naczelnej Rady Adwokackiej przy ul. Świętojerskiej 16 w Warszawie, upamiętniająca ofiary ze środowiska adwokackiego

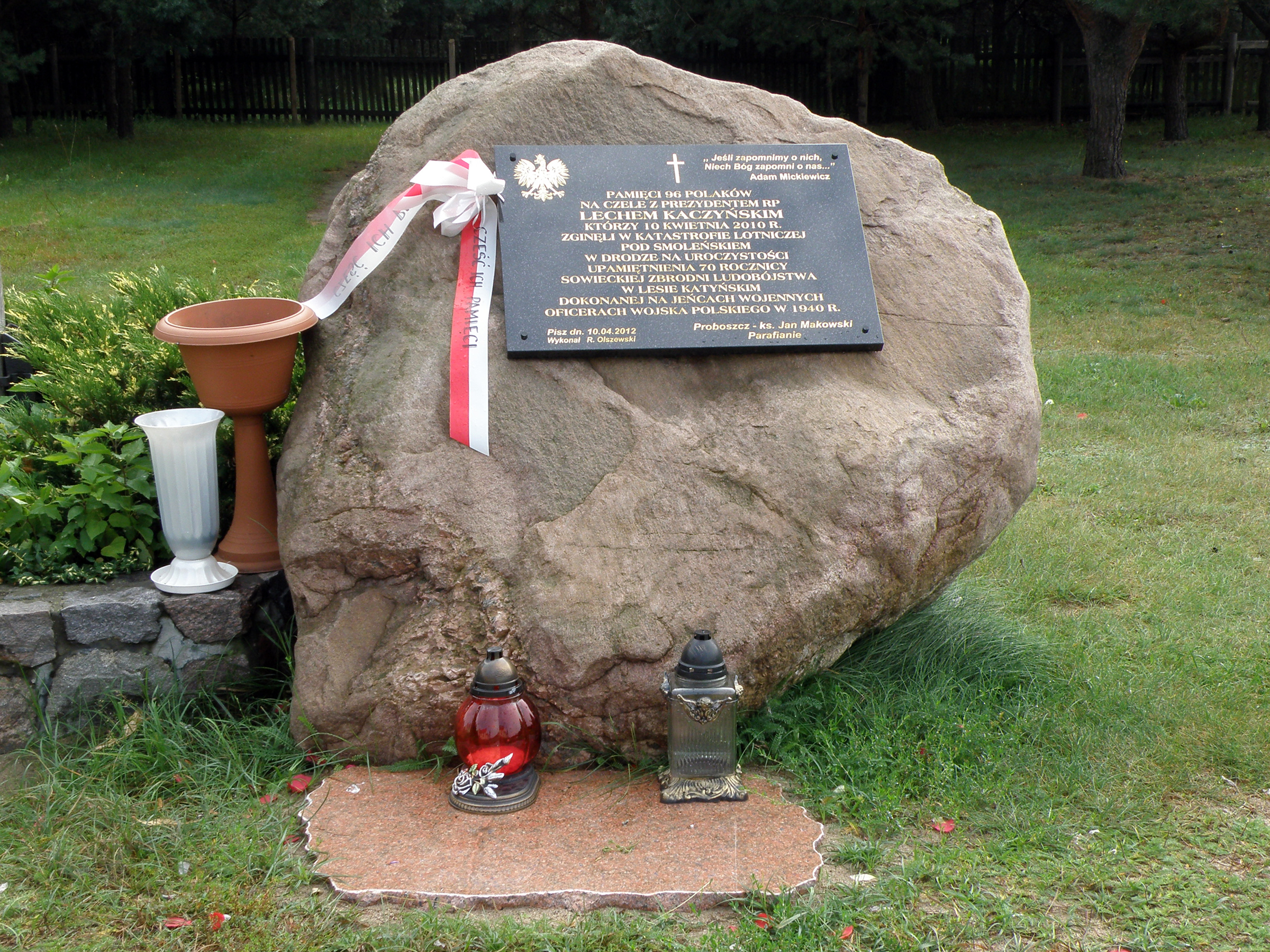
Kamień pamiątkowy w Piszu

- 16 marca 2013: pomnik na placu Wolności w Mysłowicach[1].
- 4 kwietnia 2012: tablica pamiątkowa na budynku siedziby Naczelnej Rady Adwokackiej przy ulicy Świętojerskiej 16. W ten sposób zostały uczczone ofiary katastrofy pochodzące ze środowiska adwokackiego – Joanna Agacka-Indecka, Jolanta Szymanek-Deresz, Stanisław Mikke i Stanisław Zając[2].
- 9 kwietnia 2012: kamień pamiątkowy „Katyń 1940 – Smoleńsk 2010″ w Pułtusku na Skwerze Pamięci przy parafii Miłosierdzia Bożego[3][4].
- 9 kwietnia 2012: tablica pamiątkowa poświęcona Lechowi Kaczyńskiemu i wszystkim ofiarom katastrofy w kościele Świętych Apostołów Piotra i Pawła w Skoczowie[5].
- 10 kwietnia 2012, obchody drugiej rocznicy katastrofy:
  - kamień pamiątkowy w Piszu przy kościele Najświętszego Serca Pana Jezusa parafii pod tym wezwaniem w Piszu.
  - tablica pamiątkowa w Trepczy, w Kwaterze Katyńskiej Parku Kwitnąca Akacja.
- 13 kwietnia 2012: pomnik w Warszawie-Rembertów przy Parafia Matki Boskiej Zwycięskiej[6].
- 14 kwietnia 2012: tablica pamiątkowa w sanktuarium Matki Bożej Zawierzenia w Tarnowcu poświęcona ofiarom katastrofy smoleńskiej. Odsłonięcia dokonała Alicja Zając[7].
- 15 kwietnia 2012: tablica pamiątkowa przed budynkiem Urzędu Gminy w Górznie, poświęcona ofiarom katastrofy smoleńskiej[8].
- 15 kwietnia 2012: tablica pamiątkowa wraz z krzyżem w Nowy Duninowie, poświęcona ofiarom katastrofy smoleńskiej[9].
- 22 kwietnia 2012:
  - pomnik przy sanktuarium Najświętszej Maryi Panny Niepokalanej Objawiającej Cudowny Medalik parafii pod tym wezwaniem w Zakopanem. Autorem pomnika jest Karol Badyna[10].
  - obelisk na dziedzińcu Muzeum Ziemi Leżajskiej[11].
- 29 kwietnia 2012: tablica pamiątkowa w Grudziądzu w kościele parafii św. Maksymiliana Kolbego[12].
- 2 maja 2012: tablica pamiątkowa poświęcona Lechowi Kaczyńskiemu w Piszu[13]. Znajduje się na skwerze przy ulicy Kościuszki nieopodal Ronda im. Lecha Kaczyńskiego[14][15].
- 3 maja 2012: Epitafium Smoleńskie – tablica upamiętniająca śmierć 96 Polaków na czele z Prezydentem R.P. Lechem Kaczyńskim pod Smoleńskiem 10 kwietnia 2010 r., w drodze na uroczystości upamiętnienia 70 rocznicy sowieckiej zbrodni ludobójstwa w lesie Katyńskim. Wmurowana na wprost wejścia do kaplicy Matki Boskiej Częstochowskiej na Jasnej Górze płaskorzeźba autorstwa Lecha Dziewulskiego, o wysokości 4,40 m i szerokości 2 m została odsłonięta i poświęcona 3 maja 2012[16][17].
- 8 maja 2012: tablica pamiątkowa poświęcona Sławomirowi Skrzypkowi, umieszczona na ścianie siedziby Narodowego Banku Polskiego w Warszawie[18].
- 17 czerwca 2012: pomnik Lecha Kaczyńskiego w Ossowie w Panteonie Bohaterów Sanktuarium Narodowego na Cmentarzu Poległych w Bitwie Warszawskiej[19][20].
- 24 czerwca 2012: pomnik stanowiący żelbetonową makietę samolotu Tu-154M nr boczny 101 wykonaną w skali 1:2,5. Znajduje się nieopodal Golgoty Narodu Polskiego w sanktuarium Matki Bożej Bolesnej Królowej Polski w Kałkowie-Godowie[21][22].
- 15 sierpnia 2012: pomnik Tadeusza Płoskiego w Ossowie w Panteonie Bohaterów Sanktuarium Narodowego na Cmentarzu Poległych w Bitwie Warszawskiej[23][24][25].
- 16 września 2012: tablica pamiątkowa w klasztorze kapucynów w Lublinie poświęcona ofiarom katastrofy smoleńskiej. Autorem jest Kazimierz Stasz[26].
- 7 października 2012: tablica pamiątkowa na cmentarzu w Miłakowie poświęcona ofiarom katastrofy. Wykonawcą jest Jan Stankiewicz[27].
- 10 października 2012: tablica pamiątkowa w budynku Wydziału Lotnictwa Wyższej Szkoły Oficerskiej Sił Powietrznych w Dęblinie, poświęcona Andrzejowi Błasikowi[28][29].
- 21 października 2012: pomnik poświąconym ofiarom Katynia i katastrofy smoleńskiej przy kościele św. Jana Kantego parafii pod tym wezwaniem w Mławie[30].
- 23 października 2012: tablica pamiątkowa poświęcona Janinie Natusiewicz-Mirer na fasadzie budynku przy ulicy Jana Ewangelisty Purkyniego 11 (Panorama Racławicka) we Wrocławiu[31].
- 25 listopada 2012: pomnik w kościele św. Anny w Warszawie. Jego autorem jest Łukasz Krupski, syn ofiary katastrofy Janusza Krupskiego[32][33].
- 9 grudnia 2012: kamień z tablicą pamiątkową i marmurowym krzyżem przy bazylice Najświętszego Serca Pana Jezusa w Augustowie w Augustowie[34][35].
- 15 grudnia 2012: tablica pamiątkowa na lotnisku Port Lotniczy Łódź im. Władysława Reymonta, poświęcona Andrzejowi Błasikowi[36].

### 2013 rok
- 7 kwietnia 2013: epitafium smoleńskie w Toruniu przy kościele parafii Miłosierdzia Bożego i św. Faustyny Kowalskiej. Stanowią go popiersia pary prezydenckiej Lecha i Marii Kaczyńskich umieszczone na ścianie wraz z tabliczkami upamiętniającymi wszystkie ofiary katastrofy. Autorem jest Tadeusz Antoni Wojtasik[37][38]. Na pomniku znajduje się inskrypcja stanowiąca cytat Jana Kochanowskiego: „Jeśli komu droga otwarta do nieba, tym co służą ojczyźnie”[39].
- 7 kwietnia 2013: tablica pamiątkowa w klasztorze Bernardynów w Opatowie poświęcona ofiarom katastrofy smoleńskiej[40].
- 9 kwietnia 2013: tablica pamiątkowa w Węgrowie, poświęcona Januszowi Kurtyce[41]
- 9 kwietnia 2013: pomnik Ryszarda Kaczorowskiego w Ossowie w Panteonie Bohaterów Sanktuarium Narodowego na Cmentarzu Poległych w Bitwie Warszawskiej[42].
- 13 kwietnia 2013: obelisk pamięci w Mikluszowicach[43].
- 14 kwietnia 2013: tablica Krzyż Smoleński okryty całunem milczenia w Krakowie-Nowej Hucie w kościele św. Józefa Oblubieńca Najświętszej Maryi Panny stanowiąca upamiętnienie ofiar katastrofy, a w szczególności Janusza Kurtyki[44].
- 14 kwietnia 2013: Krzyż Smoleński na Wzgórzu Trzech Krzyży przy sanktuarium Matki Boskiej Bolesnej w Świętej Wodzie[45].
- 14 kwietnia 2013: Pomnik Pamięci Ofiar Katynia i Smoleńska przy sanktuarium Krzyża Świętego parafii Świętego Krzyża i św. Mikołaja w Biezdrowie poświęcony ofiarom zbrodni katyńskiej i katastrofy smoleńskiej. Autorem jest Robert Sobociński[46].
- 18 kwietnia 2013: tablica pamiątkowa w kościele Najświętszej Maryi Panny Matki parafii pod tym wezwaniem w Sulejówku poświęcona ofiarom katastrofy smoleńskiej[47][48].
- 18 kwietnia 2013: tablica pamiątkowa w kościele św. Franciszka z Asyżu parafii pod tym wezwaniem w Kielcach. Upamiętnia ofiary katastrofy smoleńskiej[49].
- 20 kwietnia 2013: pomnik w Tychach. Powstał z inicjatywy Stowarzyszenia Solidarni 2010. Odsłonięcia dokonał Andrzej Melak[50][51].
- 8 czerwca 2013: Tablica Smoleńska w kościele Najczystszego Serca Maryi w parafii pod tym wezwaniem w Warszawie. Upamiętnia wszystkie ofiary katastrofy smoleńskiej, a w szczególny sposób zostały uwzględnione siedmioro z nich: Andrzej Błasik, Katarzyna Doraczyńska, Janusz Kochanowski, Wojciech Lubiński, Barbara Maciejczyk, Stefan Melak, Paweł Wypych[52][53].
- 18 czerwca 2013: pomnik pary prezydenckiej Lecha i Marii Kaczyńskich w Radomiu[54].
- 23 czerwca 2013: tablica pamiątkowa na ścianie kościoła Matki Bożej Nieustającej Pomocy w Hrubieszowie poświęcona ofiarom katastrofy[55].
- 16 sierpnia 2013: pomnik Franciszka Gągora w Ossowie w Panteonie Bohaterów Sanktuarium Narodowego na Cmentarzu Poległych w Bitwie Warszawskiej[56].
- 15 września 2013: pomnik Ofiar Katynia i Smoleńska przy kościele Miłosierdzia Bożego parafii pod tym wezwaniem w Bielsku Podlaskim[57][58].
- 26 października 2013: tablica pamiątkowa poświęcona Lechowi Kaczyńskiemu na ścianie budynku przy ul. Kościuszki 47 w Sopocie[59][60].
- 1 listopada 2013: pomnik poświęcony ofiarom katastrofy smoleńskiej na cmentarzu komunalnym w Olsztynie; projektantem był Janusz Wierzyński[61].
- 10 listopada 2013: obelisk pamięci ofiar katastrofy przy kościele Wniebowzięcia Najświętszej Maryi Panny parafii pod tym wezwaniem w Sulejówku w Lipnie[62][63].
- 26 listopada 2013: popiersie Prezydenta Ryszarda Kaczorowskiego w Mińsku Mazowieckim przy skwerze imienia Ryszarda Kaczorowskiego; w uroczystości wzięła udział Pani Prezydentowa, Karolina Kaczorowska[64][65].
- 9 grudnia 2013: tablica pamiątkowa w Ełku upamiętniająca Aleksandra Szczygło, umieszczona na budynku, gdzie w przeszłości A. Szczygło otworzył swoje pierwsze biuro poselskie[66][67].

### 2014 rok
- 18 stycznia 2014: pomnik upamiętniający ofiary katastrofy, umieszczony przy ul. Prezydentów RP Lecha Kaczyńskiego i Ryszarda Kaczorowskiego w Stargardzie Szczecińskim; poświęcenia dokonał abp Andrzej Dzięga[68][69][70][71][72].
- 24 lutego 2014: tablica pamiątkowa poświęcona Sławomirowi Skrzypkowi, umieszczona na ścianie siedziby Narodowego Banku Polskiego w Warszawie[73].
- 15 sierpnia 2014: pomnik Andrzeja Błasika i Mirona Chodakowskiego w Ossowie w Panteonie Bohaterów Sanktuarium Narodowego na Cmentarzu Poległych w Bitwie Warszawskiej[74].
- 28 września 2014: pomnik Lecha Kaczyńskiego w Siedlcach[75].
- 12 października 2014: pomnik-popiersie Janusza Kurtyki w Morawicy[76].

### 2015 rok

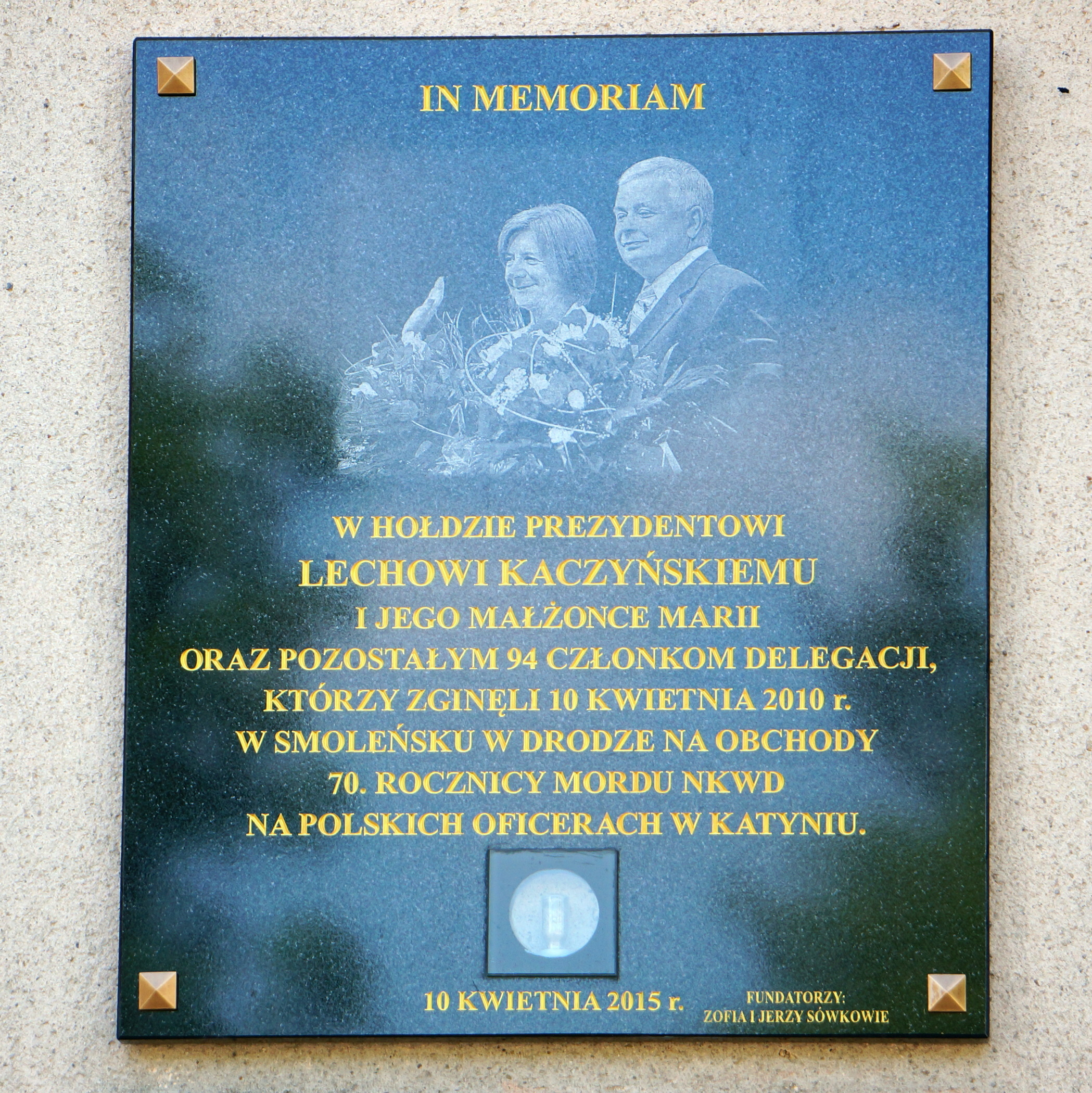
Ostrów Wlkp., „ściana pamięci” kościoła św. Antoniego

- 10 kwietnia 2015: tablica na „ścianie pamięci” kościoła św. Antoniego w Ostrowie Wlkp.
- 11 kwietnia 2015: pomnik Janusza Kurtyki i Anny Walentynowicz w Ossowie w Panteonie Bohaterów Sanktuarium Narodowego na Cmentarzu Poległych w Bitwie Warszawskiej[77].
- 18 kwietnia 2015: tablica smoleńska w Chełmży[78].
- 15 maja 2015: tablica upamiętniająca Lecha Kaczyńskiego ustanowiona na budynku przy ulicy Pawła Suzina 3 w Warszawie, miejscu jego urodzenia[79][80].
- 15 sierpnia 2015: pomnik Bronisława Kwiatkowskiego i Stefana Melaka w Ossowie w Panteonie Bohaterów Sanktuarium Narodowego na Cmentarzu Poległych w Bitwie Warszawskiej[81].

### 2016 rok
- 10 marca 2016: tablica pamiątkowa poświęcona Lechowi Kaczyńskiemu na terenie dawnego ośrodka prezydenckiego w Lucieniu[82].
- 10 kwietnia 2016, obchody szóstej rocznicy katastrofy:
  - tablica pamiątkowa poświęcona Lechowi Kaczyńskiemu odsłonięta na gmachu Pałacu Prezydenckiego w Warszawie[83]
  - tablica pamiątkowa poświęcona Grażynie Gęsickiej odsłonięta na gmachu Ministerstwa Rozwoju w Warszawie[84][85].
- 11 kwietnia 2016:
  - tablica pamiątkowa poświęcona Władysławowi Stasiakowi przed wejściem do siedziby Biura Bezpieczeństwa Narodowego[86].
  - tablica pamiątkowa poświęcona Aleksandrowi Szczygłowi przed wejściem do siedziby Biura Bezpieczeństwa Narodowego[86].

### 2017 rok
- 19 maja: pomnik Ofiar Katastrofy Smoleńskiej na placu Katedralnym w Łodzi na tyłach bazyliki archikatedralnej św. Stanisława Kostki[87].

### 2018 rok
- Pomnik Ofiar Tragedii Smoleńskiej 2010 roku w Warszawie odsłonięty 10 kwietnia 2018 roku
- Pomnik Lecha Kaczyńskiego na placu marsz. Józefa Piłsudskiego w Warszawie odsłonięty 10 listopada 2018 roku